# Стілт'єсканал
Стілт'єсканал (нід. Stieltjeskanaal) — село в нідерландській провінції Дренте. Входить до муніципалітету Куворден.
Його площа становить 6,43 км², а населення станом на 2021 рік складало 250 осіб.

## Галерея

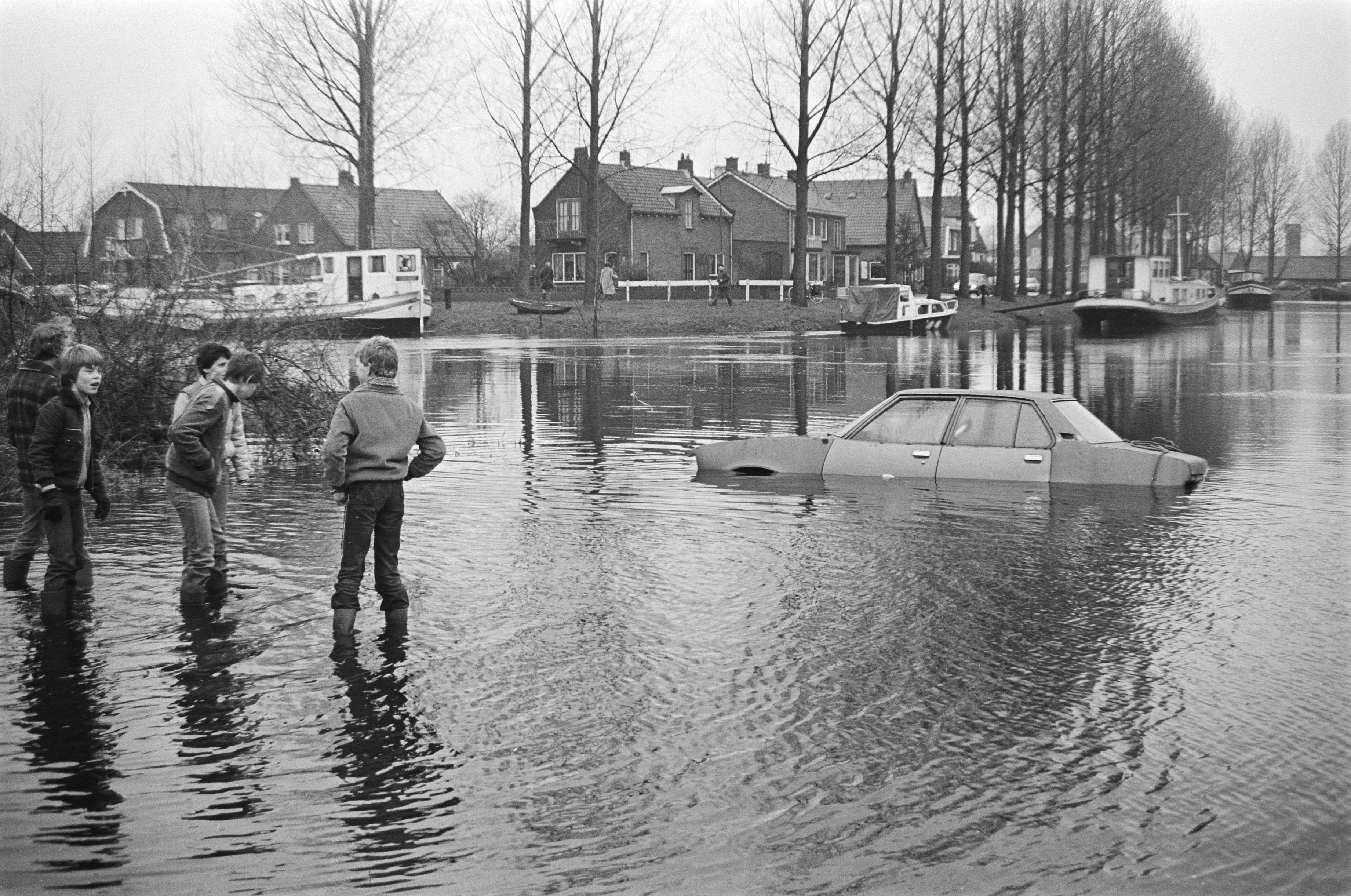
Повінь у селі 1981 року